# 24 Horas de Le Mans de 1962
As 24 Hours of Le Mans de 1962 foi o 30º grande prêmio automobilístico das 24 Horas de Le Mans, tendo acontecido nos dias 23 e 24 de junho 1962 em Le Mans, França no autódromo francês, Circuit de la Sarthe.

## Resultados Finais

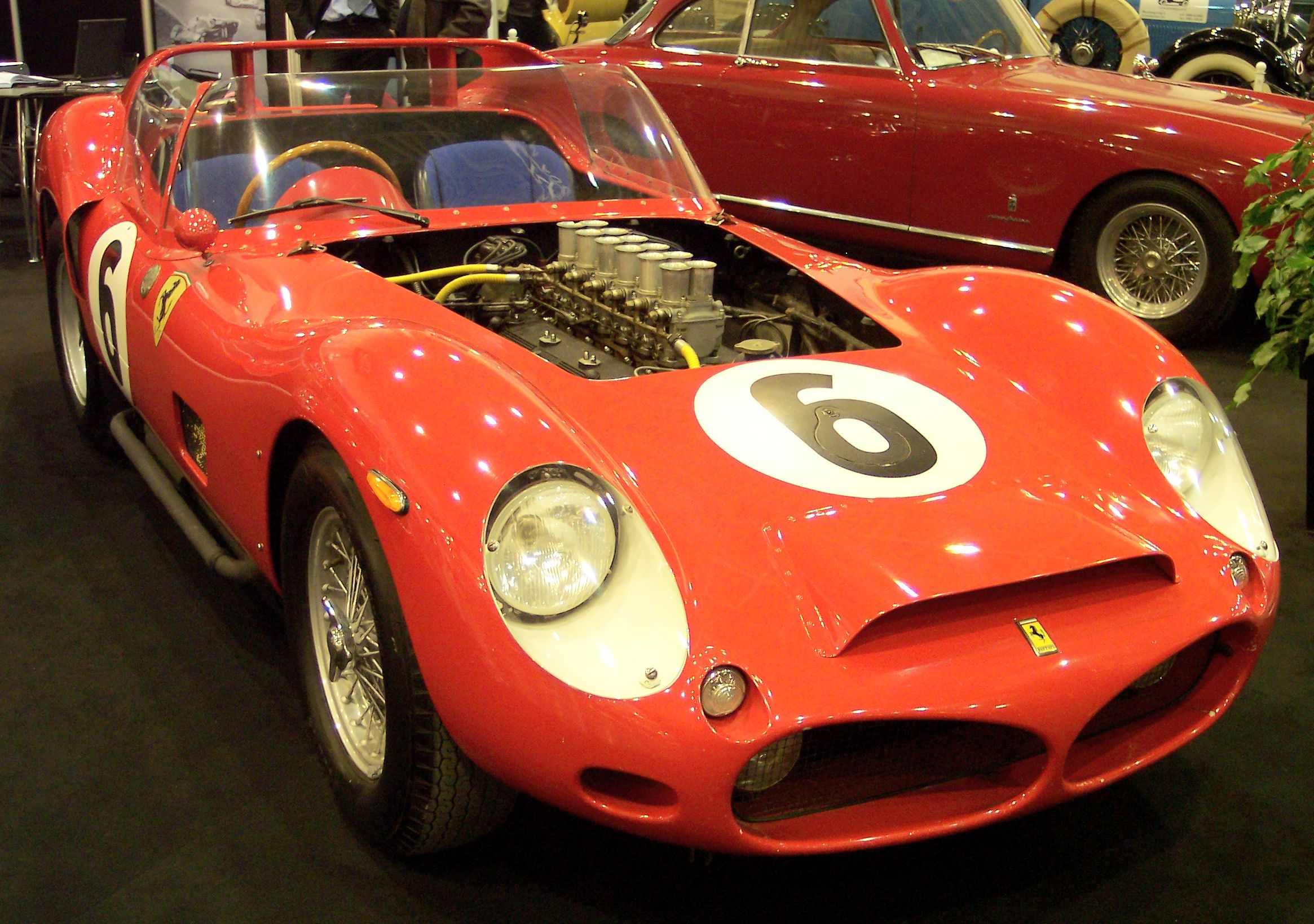
Ferrari 330 TRI

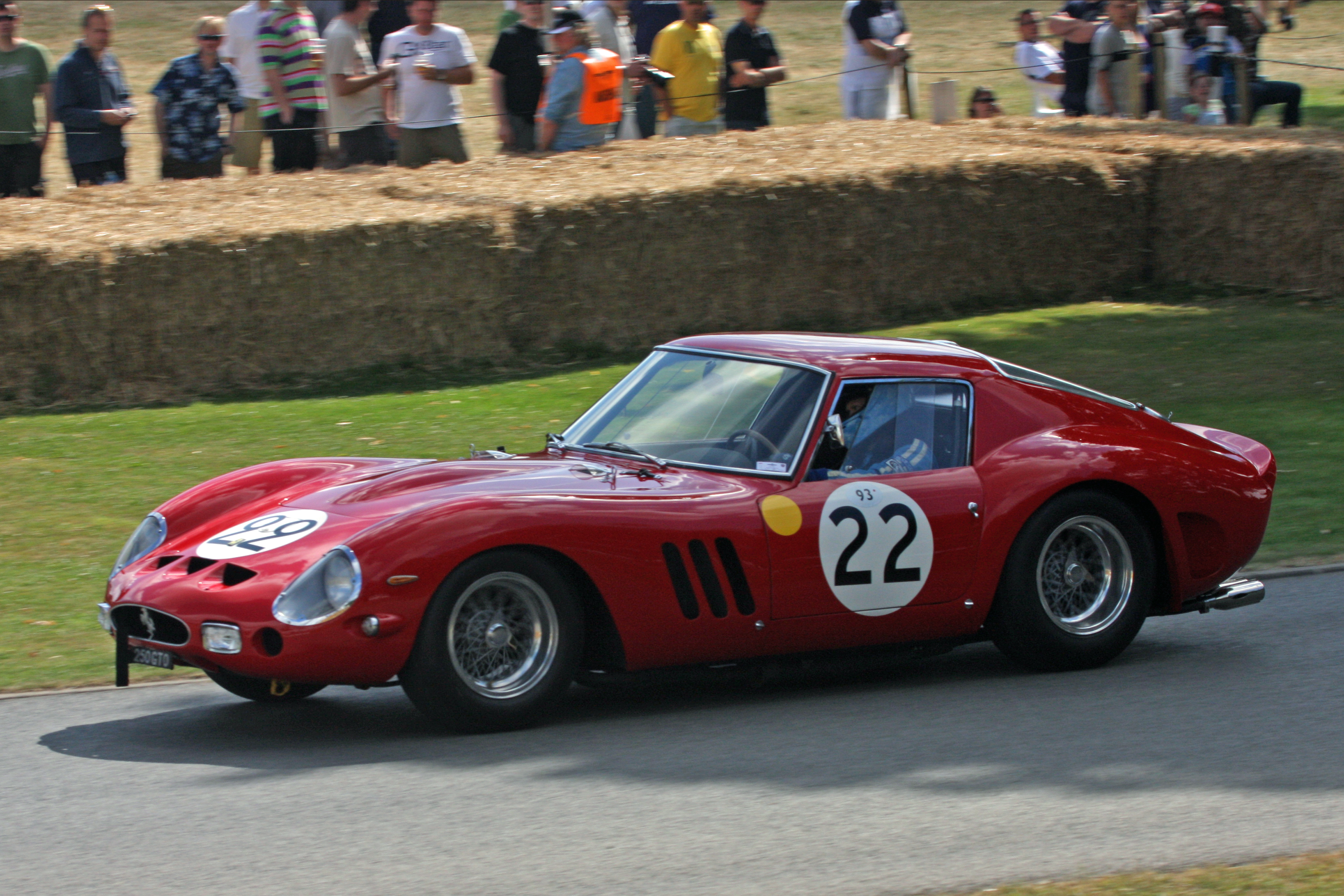
Ferrari 250 GTO

| Pos    | Class   | Nº | Equipe                            | Pilotos                                    | Chassis                             | Motor                   | Voltas |
| ------ | ------- | -- | --------------------------------- | ------------------------------------------ | ----------------------------------- | ----------------------- | ------ |
| 1      | E +3.0  | 6  | SpA Ferrari SEFAC                 | Olivier Gendebien Phil Hill                | Ferrari 330 TRI/LM Spyder           | Ferrari 4.0L V12        | 331    |
| 2      | GT 3.0  | 19 | Pierre Noblet                     | Pierre Noblet Jean Guichet                 | Ferrari 250 GTO                     | Ferrari 3.0L V12        | 326    |
| 3      | GT 3.0  | 22 | Equipe Nationale Belge            | Leon Dernier Jean Blaton                   | Ferrari 250 GTO                     | Ferrari 3.0L V12        | 314    |
| 4      | GT +3.0 | 10 | Briggs Cunningham                 | Briggs Cunningham Roy Salvadori            | Jaguar E-Type FHC                   | Jaguar 3.8L I6          | 310    |
| 5      | GT +3.0 | 9  | P.J. Sargent                      | Peter Sargent Peter Lumsden                | Jaguar E-Type Lightweight Coupe     | Jaguar 3.8L I6          | 310    |
| 6      | E 3.0   | 17 | North American Racing Team (NART) | Bob Grossman Glenn Roberts                 | Ferrari 250 GTO                     | Ferrari 3.0L V12        | 297    |
| 7      | GT 1.6  | 34 | Porsche System Engineering        | Edgar Barth Hans Herrmann                  | Porsche 356B Abarth                 | Porsche 1.6L Flat-4     | 287    |
| 8      | GT 1.3  | 44 | Team Lotus Engineering            | David Hobbs Frank Gardner                  | Lotus Elite Mk14                    | Coventry Climax 1.2L I4 | 286    |
| 9      | GT 3.0  | 21 | SpA Ferrari SEFAC                 | Ed Hugus George Reed                       | Ferrari 250 GT SWB Bertone          | Ferrari 3.0L V12        | 281    |
| 10     | GT 1.3  | 39 | Scuderia St. Ambroeus             | Giancarlo Sala Marcello de Luca di Lizzano | Alfa Romeo Giulietta Zagato SVZ     | Alfa Romeo 1.3L I4      | 281    |
| 11     | GT 1.3  | 45 | Team Lotus Engineering            | Clive Hunt Dr. John Wyllie                 | Lotus Elite Mk14                    | Coventry Climax 1.2L I4 | 278    |
| 12     | GT 1.6  | 35 | Auguste Veuillet                  | Robert Buchet Heinz Schiller               | Porsche 356B Abarth                 | Porsche 1.6L Flat-4     | 272    |
| 13     | GT 2.0  | 29 | Morgan Motor Company              | Chris J. Lawrence Richard Shepard-Baron    | Morgan +4                           | Triumph 2.0L I4         | 270    |
| 14     | E 1.3   | 43 | Equipe Nationale Belge            | Claude Dubois Georges Harris               | Abarth-Simca 1300 Bialbero          | Simca 1.3L I4           | 268    |
| 15     | GT 1.6  | 32 | Sunbeam Talbot                    | Peter Harper Peter Procter                 | Sunbeam Alpine                      | Sunbeam 1.6L I4         | 268    |
| 16     | E 850   | 53 | Panhard & Levassor                | André Guilhaudin Alain Bertaut             | CD Dyna Coupe                       | Panhard 0.7L Flat-2     | 255    |
| 17     | E 1.15  | 46 | Société Automobiles René Bonnet   | Bernard Costen José Rosinski               | René Bonnet Djet                    | Renault 1.0L I4         | 255    |
| 18     | E 850   | 50 | Société Automobiles René Bonnet   | Paul Armagnac Gérard Laureau               | René Bonnet Djet 2 Spider           | Renault 0.7L I4         | 253    |
| 19 DNF | E 3.0   | 27 | SpA Ferrari SEFAC                 | Giancarlo Baghetti Ludovico Scarfiotti     | Ferrari Dino 268SP                  | Ferrari 2.6L V8         | 230    |
| 20 DNF | E 1.6   | 37 | Automobili O.S.C.A.               | George Arents José Behra                   | O.S.C.A. 1600GT Zagato              | O.S.C.A. 1.6L I4        | 227    |
| 21 DNF | GT 1.3  | 40 | Scuderia St. Ambroeus             | Karl Foitek Riccardo Ricci                 | Alfa Romeo Giulietta Zagato SVZ     | Alfa Romeo 1.3L I4      | 225    |
| 22 DNF | GT 3.0  | 24 | Ecurie Chiltern                   | Sir John Whitmore Bob Olthoff              | Austin-Healey 3000                  | BMC 2.9L I6             | 212    |
| 23 DNF | GT 3.0  | 23 | Fernand Tavano                    | Fernand Tavano André Simon                 | Ferrari 250 GTO                     | Ferrari 3.0L V12        | 202    |
| 24 DNF | GT 1.6  | 33 | Sunbeam Talbot                    | Paddy Hopkirk Peter Jopp                   | Sunbeam Alpine                      | Sunbeam 1.6L I4         | 187    |
| 25 DNF | E +3.0  | 2  | Briggs Cunningham                 | Bruce McLaren Walt Hansgen                 | Maserati Tipo 151/1                 | Maserati 3.9L V8        | 177    |
| 26 DNF | E 3.0   | 28 | SpA Ferrari SEFAC                 | Ricardo Rodríguez Pedro Rodriguez          | Ferrari Dino 246SP                  | Ferrari 2.4L V6         | 174    |
| 27 DNF | GT 3.0  | 58 | Scuderia SSS Republica di Venezia | Nino Vaccarella Giorgio Scarlatti          | Ferrari 250 GTO                     | Ferrari 3.0L V12        | 172    |
| 28 DNF | E 850   | 56 | Roger Masson                      | Roger Masson Teodore Zeccoli               | Fiat-Abarth 700 TwinCam             | Fiat 0.7L I4            | 171    |
| 29 DNF | GT 3.0  | 20 | UDT / Laystall Racing Team        | Innes Ireland Masten Gregory               | Ferrari 250 GTO                     | Ferrari 3.0L V12        | 165    |
| 30 DNF | E +3.0  | 4  | Maserati France                   | Maurice Trintignant Lucien Bianchi         | Maserati Tipo 151/1                 | Maserati 3.9L V8        | 152    |
| 31 DNF | GT +3.0 | 1  | / Scuderia Scirocco               | Tony Settember John Turner                 | Chevrolet Corvette                  | Chevrolet 5.4L V8       | 150    |
| 32 DNF | E 3.0   | 18 | North American Racing Team (NART) | Pete Ryan John Fulp                        | Ferrari 250 TRI/61                  | Ferrari 3.0L V12        | 150    |
| 33 DNF | GT +3.0 | 12 | Jean Kerguen                      | Jean Kerguen Jacques Dewes                 | Aston Martin DB4 GT Zagato          | Aston Martin 3.8L I6    | 134    |
| 34 DNF | E 850   | 55 | Panhard & Levassor                | Guy Verrier Bernard Boyer                  | CD Dyna                             | Panhard 0.7L Flat-2     | 128    |
| 35 DNF | GT +3.0 | 14 | Mike Salmon                       | Mike Salmon Ian Baille                     | Aston Martin DB4 GT Zagato          | Aston Martin 3.8L I6    | 124    |
| 36 DNF | E 850   | 51 | Abarth Corse & Cie                | Régis Fraissinet Paul Condrillier          | Fiat-Abarth 700S TwinCam            | Fiat 0.7L I4            | 115    |
| 37 DNF | E 1.6   | 38 | Marcos Cars                       | John Hine Richard N. Prior                 | Marcos GT Gullwing                  | Ford 1.5L I4            | 81     |
| 38 DNF | E 3.0   | 25 | Ecurie Ecosse                     | Jack Fairman Tom Dickson                   | Tojeiro EE                          | Coventry Climax 2.5L I4 | 80     |
| 39 DNF | E +3.0  | 11 | David Brown Racing Dept.          | Graham Hill Richie Ginther                 | Aston Martin DP212                  | Aston Martin 4.0L I6    | 78     |
| 40 DNF | E 850   | 54 | Panhard & Levassor                | Pierre Lelong Jean-Pierre Hanrioud         | CD Dyna Coupe                       | Panhard 0.7L Flat-2     | 73     |
| 41 DNF | E +3.0  | 3  | Briggs Cunningham                 | William Kimberley Richard Thompson         | Maserati Tipo 151/1                 | Maserati 3.9L V8        | 62     |
| 42 DNF | E 1.3   | 41 | Abarth Corse & Cie                | Roger Delageneste Jean Rolland             | Abarth-Simca 1300 Bialbero          | Simca 1.3L I4           | 60     |
| 43 DNF | E +3.0  | 7  | SpA Ferrari SEFAC                 | Mike Parkes Lorenzo Bandini                | Ferrari 330LM GTO                   | Ferrari 4.0L V12        | 56     |
| 44 DNF | GT +3.0 | 8  | Maurice Charles                   | Maurice Charles John Coundley              | Jaguar E-Type                       | Jaguar 3.8L I6          | 53     |
| 45 DNF | GT 2.0  | 60 | Andres Chardonnet                 | Jean-Claude Magne Maurice Martin           | AC Ace                              | Bristol 2.0L I6         | 49     |
| 46 DNF | E 3.0   | 59 | Equipe Nationale Belge            | Georges Berger Robert Darville             | Ferrari 250 GT SWB                  | Ferrari 3.0L V12        | 35     |
| 47 DNF | GT 1.6  | 30 | Porsche System Engineering        | Ben Pon Carel Godin de Beaufort            | Porsche 356B Abarth                 | Porsche 1.6L Flat-4     | 35     |
| 48 DNF | E 3.0   | 16 | Scuderia SSS Republica di Venezia | Carlo Maria Abate Colin Davis              | Ferrari 250 GT SWB Drogo "Breadvan" | Ferrari 3.0L V12        | 30     |
| 49 DNF | E 3.0   | 15 | Scuderia SSS Republica di Venezia | Jo Bonnier Dan Gurney                      | Ferrari 250 TRI/61                  | Ferrari 3.0L V12        | 30     |
| 50 DNF | E 1.3   | 62 | Abarth Corse & Cie                | Gianni Balzarini Franz Albert              | Abarth-Simca 1300 Bialbero          | Simca 1.3L I4           | 30     |
| 51 DNF | E 1.3   | 42 | Abarth Corse & Cie                | Henri Oreiller Tom Spychinger              | Abarth-Simca 1300 Bialbero          | Simca 1.3L I4           | 21     |
| 52 DNF | E 850   | 61 | Automobiles René Bonnet           | Jean-Claude Vidilles Jean Vinatier         | René Bonnet Djet                    | Renault 0.7L I4         | 13     |
| 53 DNF | E 850   | 52 | Abarth Corse & Cie                | Herbert Demetz Mario Bianchi               | Fiat-Abarth 700S TwinCam            | Fiat 0.7L I4            | 12     |
| 54 DNF | E 1.6   | 36 | Automobili O.S.C.A.               | John Bentley John S. Gordon                | O.S.C.A. 1600GT Zagato              | O.S.C.A. 1.6L I4        | 12     |
| 55 DNF | E 2.0   | 31 | TVR Cars                          | Peter Bolton Ninian Sanderson              | TVR Grantura                        | BMC 1.6L I4             | 3      |

Legenda :DNQ = Não largou - DNF = Abandono - NC = Não classificado - DSQ= Desqualificado